# Thoropa taophora
Thoropa taophora é uma espécie de anfíbio da família Cycloramphidae. Endêmica do Brasil, onde é encontrada na Serra do Mar e região costeira do estado de São Paulo.